# Conan O'Brien
Conan Christopher O'Brien (sinh ngày 18 tháng 4 năm 1963) là một người dẫn chương trình, hài kịch gia và nhà sản xuất truyền hình người Mỹ. Ông được biết đến nhiều nhất với việc dẫn chương trình nói chuyện đêm khuya; từ năm 2010, O'Brien bắt đầu dẫn chương trình nói chuyện đêm khuya mang tên mình trên hệ thống cáp truyền hình TBS. O'Brien được sinh ra tại Brookline, Massachusetts trong một gia đình Công giáo Ireland. Ông từng là chủ tịch của tờ báo The Harvard Lampoon khi vẫn còn đang học tại Harvard, và cũng từng là người viết cho chương trình hài phác họa Not Necessarily the News.
Sau khi viết kịch bản cho một vài chương trình hài kịch ở Los Angeles, O'Brien gia nhập đội ngũ viết kịch của Saturday Night Live. O'Brien trở thành người viết kịch bản và sản xuất cho The Simpsons trong 2 mùa cho đến khi được đài NBC giao trọng trách thay thế David Letterman dẫn chương trình Late Night vào năm 1993. Do là người mới, chưa được công chúng biết đến nên chương trình đêm khuya của O'Brien không được lòng nhiều khán giả và phải trải qua nhiều tuần với chu kỳ đổi mới liên tục trong những năm đầu. Chương trình được cải thiện liên tục và được trở nên yêu thích cho đến khi O'Brien rời khỏi vào năm 2009. Sau đó, O'Brien chuyển từ New York sang Los Angeles để dẫn chương trình The Tonight Show của riêng mình trong 7 tháng cho đến khi nhà đài thúc giục thay đổi người dẫn chương trình. Chương trình của O'Brien đạt được lượng người xem rất cao vào ngày đầu tiên lên sóng với vai trò dẫn chương trình, tuy nhiên lại tụt giảm liên tục ở những ngày sau. Đài NBC thúc giục thay đổi người dẫn trở lại là Jay Leno, dẫn chương trình cũ và đưa cho O'Brien số tiền 45 triệu đô la Mỹ và yêu cầu ông chấm dứt hợp đồng và không được lên sóng trong một khoảng thời gian nhất định. Nhưng sau khi Jay Leno trở lại dẫn chương trình, The Tonight Show bất ngờ bị nhận sự phản đối và đạt được lượng xem thấp nhất trong nhiều tháng liền.
Nổi tiếng với phong cách dẫn chương trình tự phát, chương trình đêm khuya của O'Brien kết hợp các yếu tố "dâm dục và kỳ quặc cùng với những thước phim tường thuật ngắn". Ông đã dẫn chương trình Conan từ năm 2010 và cũng đã dẫn nhiều sự kiện khác như lễ trao giải Emmy và Christmas in Washington. O'Brien cũng có bộ phim tài liệu nói về mình, Conan O'Brien Can't Stop và đã dẫn tổng cộng 32 tour hài kịch tại các thành phố lớn.
Cùng với việc David Letterman giải nghệ vào ngày 20 tháng 5 năm 2015, O'Brien chính thức trở thành người dẫn chương trình làm việc lâu nhất trong các chương trình nói chuyện đêm khuya tại Mỹ với 22 năm làm việc.

## Danh sách phim

### Điện ảnh
| Năm  | Tên phim                         | Vai diễn     | Ghi chú    |
| ---- | -------------------------------- | ------------ | ---------- |
| 2021 | Nhà Mitchell đối đầu với máy móc | Glaxxon 5000 | Lồng tiếng |